# Gobernación de Ad Dhahirah
Ad Dhahirah (árabe: الظاهرة) es una de las regiones (mintaqah) de Omán.
Ad Dhahirah está formada por cinco vilayatos: Al Buraymi, Ibri, Mahdah, Yanqul y Dank.
Ibri es el centro administrativo de la región.
- Datos: Q1468596